# Arremonops chloronotus
Arremonops chloronotus е вид птица от семейство Овесаркови (Emberizidae).

## Разпространение
Видът е разпространен в Белиз, Гватемала, Мексико и Хондурас.